# Stavre, Krokoms kommun
Stavre (jämtska: Staver) är en by i Krokoms kommun, Offerdals socken, cirka tre kilometer ONO om Änge. Byn ligger naturskönt längs en del av Näldsjöns nordöstra strand.
Stavre omtalas första gången år 1448 då två bönder från byn omnämns, oloff limnarson j staffrom och önder j staffrom. 
I byn finns fortfarande ett flertal välbevarade byggnader från 1700-talet, till exempel Malmgården och det tidigare militär- och prästbostället Herrgården.